# Ilnur Zakarin
Ilnur Azatowicz Zakarin (ros. льнур Азатович Закарин; ur. 15 września 1989 w Nabierieżnych Czełnach) – rosyjski kolarz szosowy pochodzenia tatarskiego. Olimpijczyk (2020).
W czerwcu 2022 zakończył karierę sportową.
Zakarin jest Tatarem.

## Osiągnięcia
Opracowano na podstawie:

2007
- 1. miejsce w mistrzostwach Europy juniorów (jazda indywidualna na czas)

2012
- 1. miejsce w Grand Prix of Donetsk
- 1. miejsce w Grand Prix of Adygeya
  - 1. miejsce w klasyfikacji punktowej
  - 1. miejsce na 2. i 4. etapie
- 1. miejsce w klasyfikacji punktowej Giro Ciclistico d’Italia
  - 1. miejsce na 5. etapie
- 1. miejsce na 5. etapie Tour Alsace

2013
- 3. miejsce w Grand Prix of Adygeya
  - 1. miejsce na 1. etapie
- 1. miejsce w mistrzostwach Rosji (jazda indywidualna na czas)

2014
- 1. miejsce w Grand Prix of Sochi
- 1. miejsce w Grand Prix of Adygeya
  - 1. miejsce na 1. etapie
- 1. miejsce w Tour d’Azerbaïdjan
- 2. miejsce w Dirka po Sloveniji
- 3. miejsce w Gran Premio Bruno Beghelli

2015
- 1. miejsce w Tour de Romandie
- 1. miejsce na 11. etapie Giro d’Italia
- 3. miejsce w Arctic Race of Norway

2016
- 3. miejsce w Vuelta a Murcia
- 1. miejsce na 6. etapie Paryż-Nicea
- 1. miejsce na 17. etapie Tour de France

2017
- 2. miejsce w Abu Dhabi Tour
- 5. miejsce w Giro d’Italia
- 1. miejsce w mistrzostwach Rosji (jazda indywidualna na czas)
- 3. miejsce w Vuelta a España

2018
- 9. miejsce w Tour de France

2019
- 10. miejsce w Giro d’Italia
  - 1. miejsce na 13. etapie

2021
- 2. miejsce w mistrzostwach Rosji (start wspólny)

## Rankingi
| Rok             | 2012 | 2013 | 2014 | 2015 | 2016 | 2017 | 2018 | 2019 | 2020 | 2021 |
| --------------- | ---- | ---- | ---- | ---- | ---- | ---- | ---- | ---- | ---- | ---- |
| UCI World Tour  |      |      |      | 27.  | 13.  | 15.  | 80.  |      |      |      |
| World Ranking   |      |      |      |      | 36.  | 22.  | 147. | 141. | 237. | 321. |
| UCI Europe Tour | 62.  | 202. | 9.   |      | 387. | 846. | 935. | 116. | 197. | 270. |
|                 |      |      |      |      |      |      |      |      |      |      |
| Źródło: UCI     |      |      |      |      |      |      |      |      |      |      |